# Interleukin-9
Interleukin 9 (IL-9) je pleiotropní cytokin patřící do skupiny interleukinů. Tento interleukin je produkován různými buňkami v různém množství, například: žírné buňky, Th2, Th17, Treg, ILC2 a Th9 buňky. Navíc Th9 buňky jsou hlavní subpopulací CD4+T buněk produkující IL-9.  Poprvé byl popsán na konci 80. let 20. století jako člen skupiny cytokinů s pleiotropní funkcí v imunitním systému.

## Funkce
IL-9 stimuluje buněčné rozmnožování a brání apoptóze. Funguje skrz receptor (interleukin-9 receptor), který aktivuje různé signální dráhy a proteinové aktivátory – STAT1, STAT3 a STAT5. Proto je zahrnut v mnoha biologických procesech. 
Gen kódující tento cytokin je řazen ve skupině genů pro astma. Studie na myších modelech s astmatem ukazují, že IL-9 je hlavní faktor v patogenezi bronchiální hyperreaktivity.
IL-9  je také inhibuje růst melanomů v myších.

## Lokalizace genu
Lidský IL-9 je lokalizován na chromozomu 5 v úseku 5q31-32. 

## Struktura proteinu
Sekvence proteinu IL-9 obsahuje 144 zbytků s typickým signálním peptidem z 18 aminokyselin. 
Donedávna se myslelo, že interleukin-9 je evolučné příbuzný s IL-7. Nicméně, nyní je již známo, že IL-9 je více příbuzný s IL-2 a IL-15 než s IL-7 a to jak v terciární struktuře, tak v sekvencích aminokyselin. 